# ピスタチオ (お笑いコンビ)
ピスタチオは、吉本興業（東京本社）に所属していたお笑いコンビ。2010年4月結成、2022年5月解散。NSC東京校13期生。

## メンバー
伊地知 大樹（いじち ひろき、1985年2月5日 - ）（40歳）
ボケ担当、立ち位置は向かって左。
神奈川県藤沢市出身。
身長168cm、体重67kg。血液型O型。
目指していた芸人はブラックマヨネーズ、チュートリアル。
歌舞伎町のホストクラブASKYでホストのアルバイトをしていた時期がある。源氏名は春風亭嵐。週に1回の出勤であったが、店舗内でNo.1となった経験もある。現在ホストの籍は残っていない。
フィーバーゆうじろう、野澤輸出（ダイヤモンド）とのリズムユニット『ペペロペBURGERS』としても活動。M-1グランプリ2020および2021では1回戦敗退。
2022年4月22日、一般女性と結婚。
解散後の2023年3月8日、芸名をピスタチオ伊地知に改名。
小澤 慎一朗（おざわ しんいちろう、1988年9月15日 - ）（36歳）
ツッコミ担当、立ち位置は向かって右。
東京都葛飾区出身。
身長172cm、体重60kg。血液型AB型。
目指していた芸人は岡村隆史（ナインティナイン）。
母方の祖父がダイヤブロックの創設者メンバーで、父はIT企業社長。祖父母の旅行のお土産で別荘を貰うほどの資産家だった。芸人デビュー後も潤沢な仕送りを貰っていたため生活に困窮した事がなく、自らを「ハングリー精神が無い」と称している。
姉がいる。
スヌーピーが好きで、衣服などを集めている。
2020年10月8日、女優の吉川莉早と結婚。
2021年4月15日に第1子、2024年には第2子が誕生。
解散後は芸人を引退したが、引き続きタレントとして吉本興業に所属。そのかたわら児童指導員として働いていた。
2025年2月、神奈川県葉山町への転居に伴い児童指導員を辞め、ダイビング・潜水事業を行う株式会社イル・マーレに勤務。6月より神奈川県住みます芸人に就任。

## 概説
NSC東京校13期の同期として出会った2人で結成。コンビ名の由来は「響きがかわいい」という事で名付けたもの。余談だが、先輩の村上純（しずる）がNSC時代にピスタチオというコンビを組んでいた。
最初はネタがウケず、正統派漫才、動きのあるネタ、リズムネタなどライブの度にネタを変え試行錯誤したが、客の反応は無いに等しかった。結成から2年が経過した2012年のある時に解散話が出始め、「どうせ最後になるから何をやってもいいや」として作ったネタが奇妙なイントネーションで喋りつつ変顔をして白目を剥く、独特のスタイルである「白目漫才」だった。そこで「気持ち悪い」など本人たち曰く「初めて反応を得た」と手応えを覚え、解散話を撤回。「白目漫才」を煮詰めていく方針に決めた。
この「白目漫才」は2人とも両手を体の前で組んで斜に構えたポーズのまま「私の好きな○○を発表したいですっ」（伊地知）、「ようやく聞けるのですねっ」（小澤）の後、小澤が口でドラムロールの真似をしたり「な〜んのっ?」「それ〇〇じゃな〜くな〜い？」という妙なツッコミをするなど、つかみ所のないナンセンスなやり取りをする流れで押し進めていく。2015年、『アメトーーク!』（テレビ朝日）の企画「ザキヤマ&フジモンがパクリたい-1グランプリ」第2回において優勝した。なお、フリートークではこのキャラは全く出さず「キャラ崩壊」とイジられている。
2022年4月27日、同年5月31日を以って解散を発表した。両者とも引き続き吉本興業に所属するが伊地知は2023年3月8日に「ピスタチオ伊地知」と改めピン芸人として芸能活動を継続し、小澤は芸人を辞めタレントに転身し、児童福祉関係の資格取得を目指すという。同年6月1日放送の『NEWニューヨーク』（テレビ朝日）にて、ピスタチオの解散式が執り行われた。

## 出演

### テレビ
- 爆笑シャットアウト! （NHK総合）
- うつけもん （フジテレビ）
- 世界の怖い夜!(TBSテレビ)
- アメトーーク! （テレビ朝日）
- ペケ×ポンプラス（フジテレビ、脱出せよ!!ナゾな城レギュラー）
- 第66回NHK紅白歌合戦（NHK総合、2015年12月31日） - とにかく明るい安村・クマムシと楽屋ロビー中継を担当、細川たかしのステージに出演。
- ZOOM UP!（MUSIC ON! TV、2016年4月 - ） - 「Artist Talk」コーナーMC [16]
- めちゃ²イケてるッ!（フジテレビ、2017年1月26日はコンビとして、2月18日は伊地知のみ）
- ザ・ベストワン（TBSテレビ、2021年10月15日 伊地知のみ、ペペロペBURGERSとして出演）
- NEWニューヨーク（テレビ朝日、2022年6月1日）
- 千鳥のクセがスゴいネタGP （フジテレビ、2022年7月7日 グランプリ受賞）

### テレビドラマ
- 三匹のおっさん2〜正義の味方、ふたたび!!〜 第3話（2015年5月8日、テレビ東京系列） - ホスト 役（伊地知のみ）
- でも、結婚したいっ!～BL漫画家のこじらせ婚活記～（2017年4月4日、フジテレビ）

### ウェブテレビ
- 極楽とんぼKAKERUTV ♯29 フリースタイルY談（2017年11月30日、AbemaTV）伊地知のみ[17]

### PV
- 関ジャニ∞『前向きスクリーム!』

### CM
- サントリー『クラフトボス』（2017年3月19日 - ）小澤のみ、 堺雅人・杉咲花・成田凌・ゆりやんレトリィバァ・トミー・リー・ジョーンズと共演。
- 日清食品『カップヌードル』「フィギュアダンス 篇」（2023年5月26日 - ）[18]

### 単独ライブ
- 「ピーナッツ先輩、そりゃないっスよ!!」（2013年8月12日、ヨシモト∞ホール）
- 「マカダミアナッツくんの逆襲!!」（2014年8月12日、ヨシモト∞ホール）
- ピスタチオの「おピス」（2015年2月14日、ヨシモト∞ホール）